# 寇弟·辛普森
寇弟·辛普森（英語：Cody Simpson，1997年1月11日—）是一位來自澳洲昆士蘭黄金海岸的流行音樂歌手。目前與美國唱片公司大西洋唱片簽約。

## 早年生活
辛普森出生於澳洲昆士蘭省黄金海岸。他有2個兄弟姐妹，湯姆（Tom）和阿利（Alli）。他同時也是個有才華的游泳運動員，曾在昆士蘭游泳錦標賽上贏得兩枚金牌。

## 唱片
錄音室專輯
- Paradise（2012）
- Surfers Paradise（2013）
- Free（2015）

迷你專輯
- 4 U（2010）
- Coast to Coast（2011）

## 外部連結
- 官方网站
- 寇弟·辛普森在互联网电影资料库（IMDb）上的資料（英文）
- 寇弟·辛普森的X（前Twitter）
- YouTube上的寇弟·辛普森頻道